# Будинок, де стікає кров
Будинок, де стікає кров (англ. The House That Dripped Blood) — британський фільм жахів 1971 року.

## Сюжет
В невелике англійське містечко на розслідування загадкового зникнення кінозірки приїжджає скептично налаштований інспектор Голловей. Він відразу ж вирушає до місцевої поліційної дільниці, щоб дізнатися про будинок, в якому зупинялася зірка, і взяти ключі, щоб негайно провести огляд. Однак спочатку місцевий поліціянт, а потім і агент з продажу нерухомості стали запевняти інспектора в тому, що в пропажі актора винен дивний будинок, підкріпивши свої запевнення історіями трьох постояльців, які жили в ньому до кінозірки.

## У ролях
| Актор             | Роль               |
| ----------------- | ------------------ |
| Крістофер Лі      | Джон Рід           |
| Пітер Кашинг      | Філіп Грейсон      |
| Найрі Доун Портер | Енн Нортон         |
| Денхолм Елліот    | Чарльз Гільєр      |
| Джон Пертві       | Пол Гендерсон      |
| Джоанна Данхем    | Аліса Гільєр       |
| Джосс Екленд      | Невілл Роджерс     |
| Джон Беннет       | інспектор Голловей |
| Хлоя Френкс       | Джейн Рейд         |
| Том Адамс         | Домінік / Річард   |
| Інгрід Пітт       | Карла Лінд         |

| Актор           | Роль                   |
| --------------- | ---------------------- |
| Джеффрі Бейлдон | Тео фон Гартман        |
| Джон Брайанс    | Ей Джей Стокер         |
| Г'ю Меннінг     | Марк                   |
| Роберт Ланг     | Ендрюс, психіатр       |
| Річард Коу      | містер Талмейдж        |
| Вульф Морріс    | власник воскових фігур |
| Джонатан Лінн   | містер Петрич          |
| Джон Малкольм   | сержант поліції Мартін |
| Вініфред Сабіна | Рита                   |
| Карлтон Гоббс   | доктор Бейлі           |
| Бернард Гопкінс | помічник директора     |